# بارتوئومیئی توپا
بارتوئومیئی توپا (لهستانی: Bartłomiej Topa؛ زادهٔ ۲۶ مهٔ ۱۹۶۷) بازیگر اهل لهستان است.
از فیلم‌ها یا برنامه‌های تلویزیونی که وی در آن نقش داشته‌است، می‌توان به هیچ ردی باقی نگذار، طاقت بیاور، فرصت دوباره، ۱۶۷۰، مرد ایده‌آل برای دوست‌دخترم، جاسوس، پیمان ورشو، ترفند، محکوم، خون از خون، کربلا، فرابنفش، سلطان، کشیشان، مرز، قانون حقیقی، سه رنگ: سفید، دهن‌به‌دهن، عروسی و خانه تاریک اشاره کرد.